# Rada Naukowa Akademii Europejskich
Rada Naukowa Akademii Europejskich (European Academies Science Advisory Council – EASAC) stanowi stowarzyszenie akademii nauk z krajów członkowskich Unii Europejskiej oraz Norwegii i Szwajcarii. Istnieje od 2001 roku. EASAC opracowuje opinie, raporty i publikacje popularnonaukowe na aktualne społecznie istotne tematy z zakresu energetyki, środowiska i nauk przyrodniczych i kieruje je do instytucji UE.

## Członkowie
EASAC składa się z przedstawicieli następujących akademii i instytucji:
- Academia Europaea
- All European Academies
- Królewskie Akademie Nauki i Sztuki Belgii
- Bułgarska Akademia Nauk
- Chorwacka Akademia Nauk i Sztuk
- Królewska Duńska Akademia Nauk
- Niemiecka Akademia Przyrodników Leopoldina
- Estońska Akademia Nauk
- Rada Akademii Fińskich(inne języki)
- Francuska Akademia Nauk
- Akademia Ateńska
- Royal Society
- Królewska Holenderska Akademia Sztuk i Nauk
- Królewska Akademia Irlandzka
- Accademia Nazionale dei Lincei
- Łotewska Akademia Nauk
- Litewska Akademia Nauk
- Norweska Akademia Nauk
- Austriacka Akademia Nauk
- Polskiej Akademii Nauk
- Akademia Nauk w Lizbonie
- Academia Română
- Królewska Szwedzka Akademia Nauk
- Szwajcarskie Akademie Nauk
- Słowacka Akademia Nauk
- Słoweńska Akademia Nauki i Sztuki
- Real Academia de Ciencias Exactas, Físicas y Naturales(inne języki)
- Akademia Nauk Republiki Czeskiej
- Węgierska Akademia Nauk